# Тотмин, Николай Яковлевич
Никола́й Я́ковлевич Тотмин (19 декабря 1919, Усть-Яруль, Енисейская губерния — 23 октября 1942, около пос. Гладкое, Тосненский район, Ленинградская область) — советский военный лётчик, Герой Советского Союза. Награждён орденом Ленина.

## Биография
Родился в семье крестьянина. Окончил семилетнюю школу, два курса Канского сельскохозяйственного техникума и аэроклуб, работал в колхозе. В ряды РККА вступил в 1939 году. В 1940 окончил Батайскую военную школу пилотов имени Героя Советского Союза А. К. Серова. Служил в 15-м истребительном авиаполку. С июня 1941 участвовал в Великой Отечественной войне, был лётчиком 158-го истребительского авиаполка (39-я истребительная авиационная дивизия, Ленинградский фронт), летал на И-16.
4 июля 1941 года старшина Николай Тотмин впервые в истории воздушных боёв совершил лобовой таран.

Лётчик 158-то истребительного авиационного полка старшина Тотмин отличился 4 июля 1941 года в воздушном бою во время налёта неприятельской группы самолётов (шесть Ю-88 и шесть МЕ-109) на аэродром Рожкополье. Дежурное звено, в котором находился и старшина Тотмин, приняло бой с превосходящими силами врага.

На исходе боя, когда у Тотмина не осталось патронов, он был атакован сверху «мессершмиттом». Тотмин принял бой, пойдя на лобовой таран противника. В результате столкновения, от которого гитлеровец пытался уклониться, немецкий лётчик и его самолёт погибли. У самолёта Тотмина тоже было отломано одно крыло. Но лётчик успел выброситься с парашютом.— Из копии наградного листа.
За этот подвиг Указом Президиума Верховного Совета СССР «О присвоении звания Героя Советского Союза начальствующему составу Красной Армии» от 22 июля 1941 года за «образцовое выполнение боевых заданий командования на фронте борьбы с германским фашизмом и проявленные при этом отвагу и геройство» был удостоен звания Героя Советского Союза с вручением ордена Ленина и медали «Золотая Звезда».
За год участия в войне совершил 93 боевых вылета, провел 29 воздушных боёв, в которых лично уничтожил семь немецких самолётов. Старший лейтенант Тотмин погиб 23 октября 1942 года в воздушном бою в 18 км севернее города Тосно. Его самолёт упал в болото на оккупированной территории.
Весной 1990 года части самолёта и останки Тотмина были обнаружены поисковым отрядом в районе посёлка Гладкое. Впоследствии Правительством Ленинградской области и администрацией Ирбейского района Красноярского края при согласии родных погибшего было принято решение о захоронении останков Николая Тотмина на родине, в поселке Усть-Яруль.

## Память

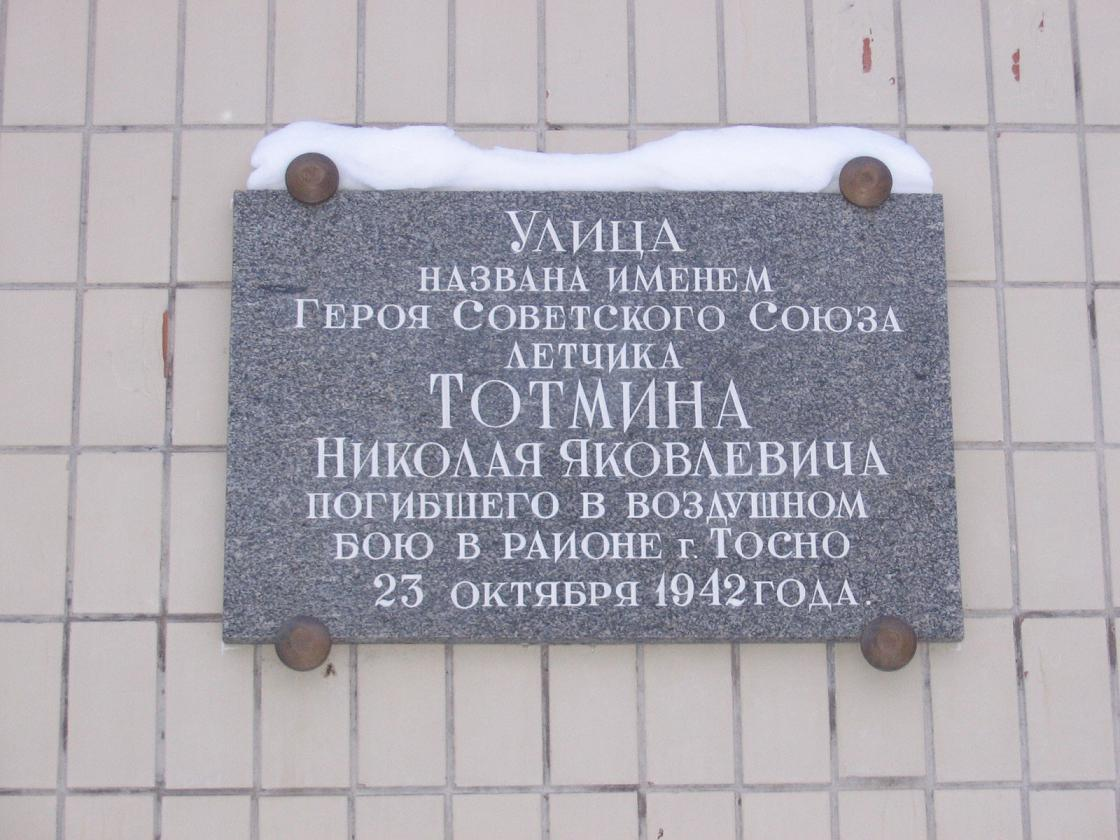
Мемориальная табличка на улице Тотмина, д. № 1 в г. Тосно

В Усть-Яруле установлена мемориальная доска. Именем Тотмина были названы улицы в Красноярске, Усть-Яруле, Тосно, в селе Ирбейское.